# KVIrc
KVIrc — IRC-клиент. Проект начал Szymon Stefanek с целью создать альтернативный IRC-клиент для KDE под Linux. Сейчас он также доступен для Microsoft Windows и macOS. Лицензия — GNU General Public License.

## Возможности
- Многоязычный интерфейс
- Поддержка скинов, создание скинов пользователем
- Индикация активности IRC
- Полная совместимость ядра с Unicode UTF-8
- Работа через прокси серверы (SOCKSv4, SOCKSv5, HTTP)
- Работа с IPv6, включая DCC
- Использование SSL, включая IPv6 и DCC
- Шифрование (можно использовать на каналах, в привате или в DCC):
  - Micryption
  - Rijndael256Base64
  - Rijndael192Base64
  - Rijndael128Base64
  - Rijndael256Hex
  - Rijndael192Hex
  - Rijndael128Hex
  - Lamerizer
- Поддержка модульных расширений подгружаемых и выгружаемых по надобности
- Неограниченная возможность расширения за счёт универсального API
- Поддержка одновременного соединения с различными IRC-серверами с различной конфигурацией профиля
- Упаковка логов в фоновом режиме
- DCC CHAT (чат) и SEND (с поддержкой докачки)
- Дополнительные DCC: VOICE, RSEND, GET, RECV
- DCC CHAT (чат) через SSL
- Фоновое лимитирование скорости DCC соединения
- Интегрированный движок скриптинга
- Возможность использования объектно-ориентированного программирования

Пример использования аватар
Пример простейшего алиаса — при вводе в клиенте /hallo в канал выводится сообщение ФФсеММ дря!
Пример использования смайлов

## Текущая разработка
В данный момент приостановлена работа над веткой 3.x, и идёт разработка KVIrc 4. Четвёртая версия является сборкой на Qt4 без зависимостей от Qt3. Реализована опциональная интеграция в KDE4. Заметно переделаны различные части программы. В данный момент уже готова версия 4.2.0.X «Equilibrium», которая постоянно обновляется, и уже ведётся параллельная работа над следующей версией 4.3.1 «Aria».